# Blutsonntag (Irland 1920)

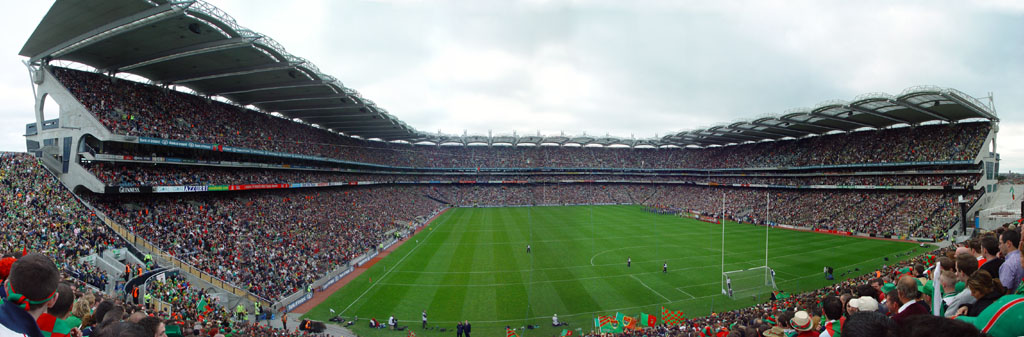
Croke-Park-Stadion (2004)

Am Blutsonntag in Irland von 1920 (englisch Bloody Sunday, irisch Domhnach na Fola), dem 21. November, wurden in Dublin, Irland, während des Irischen Unabhängigkeitskrieges mehrere Gewalttaten verübt, bei denen es zu etwa 30 Toten und vielen Verletzten kam. Der Tag begann mit der Ermordung mehrerer  britischer Agenten und ihrer Informanten durch die IRA (Irish Republican Army). Nachmittags rächten sich britische Kräfte mit einem Massaker an den Zuschauern und Spielern einer Gaelic-Football-Veranstaltung im Croke-Park-Stadion im Norden der Stadt.

## Hintergrund

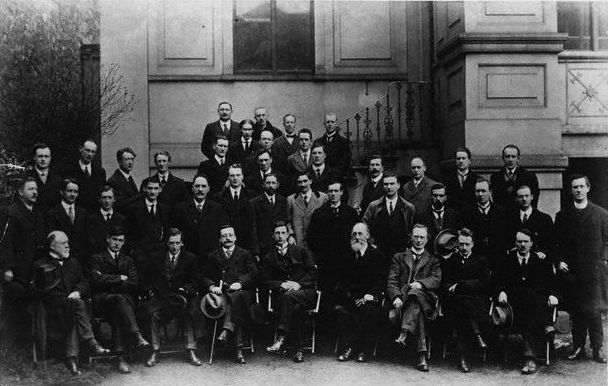
Das erste Dáil Éireann, erste Reihe von links: Laurence Ginnell, Michael Collins, Cathal Brugha, Arthur Griffith, Éamon de Valera, Count Plunkett, Eoin MacNeill, W. T. Cosgrave und Kevin O’Higgins, Januar 1919

Der Blutsonntag ereignete sich während des Irischen Unabhängigkeitskrieges (1919–1921), der auf die einseitig ausgerufene Deklaration der unabhängigen irischen Republik und des irischen Parlaments (Dáil Éireann) folgte. Die damalige Armee der Republik (heute oft die „Alte IRA“ genannt) führte einen Guerilla-Krieg gegen die Royal Irish Constabulary (RIC), deren Hilfskräfte und die britische Armee, die dazu bestimmt waren, irische Separatisten zu unterdrücken. Im Gegenzug formierte die britische Regierung eigene paramilitärische Gruppen, die Black and Tans (so genannt wegen ihrer schwarz-braunen Uniformen) und die Auxiliary Division (auch Auxiliaries oder Auxies genannt). Das Verhalten dieser Gruppen in Irland führte schnell zu kontroversen Diskussionen; ein Hauptkritiker war König Georg V., der die Brutalität und Gewaltbereitschaft gegenüber der gesamten irischen Bevölkerung verurteilte. Die Gruppe der Auxiliaries ist für das Blutsonntag-Massaker verantwortlich.

## Der Blutsonntag

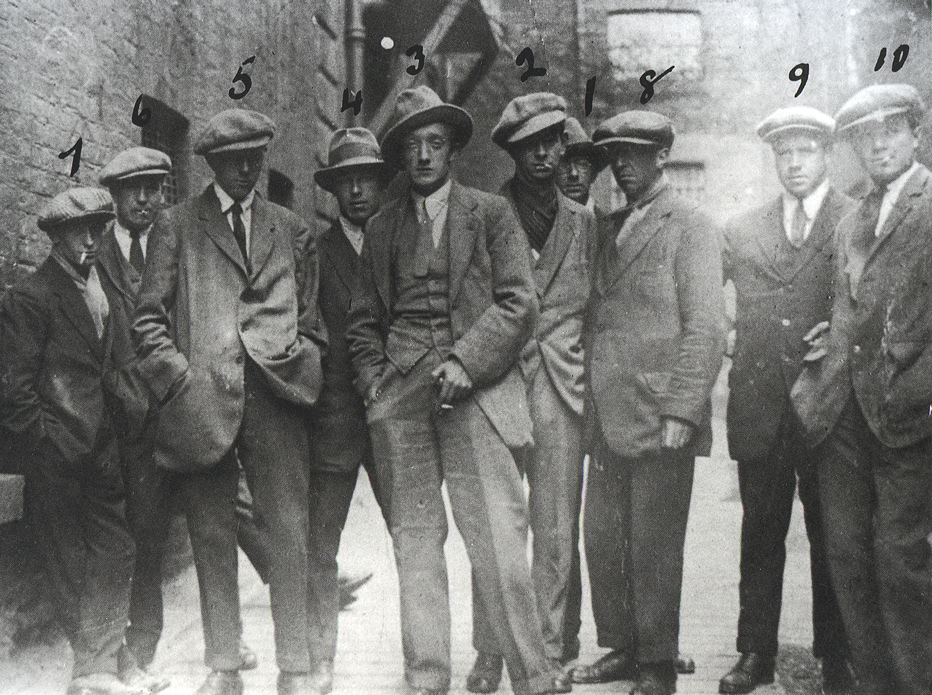
Cairo Gang, ca. 1920

Im November 1920 ordnete Michael Collins, Finanzminister und Kopf der Irish Republican Brotherhood, die Ermordung der sogenannten „Cairo Gang“ an, zwölf hochrangiger britischer Agenten, die darauf angesetzt waren, irisch-nationalistische Organisationen zu infiltrieren und zu unterwandern. In der Nacht auf den 21. November tötete die von Collins gegründete Spezialeinheit „Squad“ alle zwölf Männer – einige davon in ihren eigenen Häusern, teilweise vor den Augen ihrer Familien. Zwei Auxiliaries wurden von der Squad auf der Flucht erschossen. Diese Aktion warf die britische Agententätigkeit in Irland weit zurück. Viele andere Spione und die übrigen Mitglieder der Gang flohen ins Dublin Castle und lösten Bestürzung innerhalb der britischen Administration aus.
Collins rechtfertigte seine Anordnung (die nur teilweise ausgeführt werden konnte) damit, dass die britischen Agenten ohne rechtliches Verfahren gehandelt hätten und daher keinen Anspruch auf ein rechtliches Verfahren hätten.
Für das Gaelic-Football-Team aus Dublin war für den späteren Tag ein Spiel gegen die Mannschaft aus der Grafschaft Tipperary im Croke-Park-Stadion angesetzt. Später berichtete einer der Auxiliaries, der in den Blutsonntag verwickelt war, dass eine Münze geworfen wurde, ob man auf eine Mord-Tour in den Croke Park fahren oder stattdessen die Sackville Street (heute: O’Connell Street) plündern sollte.
Trotz des Unbehagens in Dublin aufgrund der morgendlichen Tötungen durch die IRA fuhren die kriegsmüden Menschen mit ihrem Alltag fort. Ungefähr 10.000 Zuschauer versammelten sich daher im Croke Park, um dem Spiel zuzusehen. Doch das Spielfeld wurde von britischen Einheiten umstellt, und innerhalb von Minuten nach Spielbeginn flog ein Flugzeug über das Spielfeld, aus dessen Cockpit eine rote Leuchtrakete abgeschossen wurde. Auxiliaries strömten auf das Spielfeld, während ein führender Offizier einen Revolverschuss abfeuerte. Die Gruppe begann vom Spielfeld aus in die Menge zu schießen, während ein anderer vom Eingang her eine Maschinenpistole abfeuerte. Die Menschenmenge begann zurückzuweichen. Zwei Spieler, Michael Hogan und Jim Egan, wurden angeschossen; Hogan starb später an seinen Verletzungen. Ein junger Mann aus Wexford, der versuchte, dem sterbenden Hogan ein Gebet zuzusprechen, wurde ebenfalls getötet. Insgesamt starben 14 Menschen, 65 wurden verletzt. Unter den Opfern waren auch Jeannie Boyle, die fünf Tage vor ihrer Hochzeit mit ihrem Verlobten das Spiel besuchte, und der 14-jährige John Scott, der so verstümmelt war, dass anfänglich vermutet wurde, er sei mit einem Bajonett erstochen worden. Die jüngsten Opfer waren zehn und elf Jahre alt. Bei den britischen Polizeieinheiten gab es keine Verluste. Bei den anschließenden Durchsuchungen wurde lediglich ein weggeworfener Revolver gefunden.
Die Taten der Auxiliaries wie auch die der Black and Tans waren niemals „offiziell“ autorisiert und wurden von den britischen Führern aus Dublin Castle immer verurteilt. Um das Verhalten der britischen Kräfte zu verschleiern, wurde folgende Pressemitteilung herausgegeben:
Eine Anzahl Männer kam am Samstag nach Dublin unter dem Vorwand, das Gaelic-Football-Spiel zwischen Tipperary und Dublin zu sehen. Doch ihre eigentliche Absicht war die Durchführung der Serie von Morden, die am Morgen in Dublin stattgefunden hatte. Da sie am Tag zuvor erfahren hatten, dass eine Anzahl der Täter in Croke Park anwesend sein würden, stürmten die königlichen Truppen das Stadion. Es war ursprünglich geplant, dass ein Offizier in die Mitte des Feldes gehen und die Mörder per Megaphon auffordern sollte, sich zu ergeben. Doch beim Einmarsch im Stadion wurden Schüsse abgefeuert, die die Gesuchten warnen sollten. Daraufhin verursachten diese ein Chaos in der Menschenmenge und entkamen im Durcheinander.
Doch die Zeitung The Times machte die Version des Dublin Castle lächerlich, wie es auch eine Delegation der British Labour Party tat, die Irland zu dieser Zeit besuchte.
Später am Tag wurden zwei hochrangige IRA-Offiziere, Dick McKee und Peadar Clancy, sowie ihr unbeteiligter Freund Conor Clune, Zivilist, an anderer Stelle verhaftet. Sie wurden ins Dublin Castle gebracht und dort „auf der Flucht“ erschossen. Die offizielle Version war, dass die Verhafteten aufgrund Platzmangels in den Zellen in einem Wachraum eingesperrt wurden, der zufälligerweise Waffen enthielt. Bei dem Versuch der bewaffneten Flucht wurden sie erschossen.

## Nachspiel
Das Verhalten der Auxiliaries und der Black and Tans während des Irischen Unabhängigkeitskrieges, von dem das meiste stillschweigend von offizieller Stelle genehmigt wurde, führte dazu, dass sich die irische Öffentlichkeit gegen die Krone wandte. Einige britische Politiker und sogar der König selbst machten kein Geheimnis daraus, dass sie das Verhalten missbilligten. Die unterschiedslose Tötung von Frauen, Kindern und Männern führte zu Schlagzeilen in sämtlichen internationalen Zeitungen und beschädigte die Glaubwürdigkeit der Briten.
Die Kombination aus dem Verlust der „Cairo Gang“ und der öffentlichen Meinung gegenüber dem Blutsonntag schädigte die Vormachtstellung der britischen Herrschaft in Irland und führte zu einer erhöhten Unterstützung der republikanischen Regierung unter Eamon de Valera.
Es gab zwei Kriegsgerichtsverfahren über das Massaker; eines davon stellte fest, dass „die RIC ohne Befehl feuerte und über die Erfordernisse der Lage hinaus handelte“. Generalmajor Boyd, Kommandeur des Bezirks Dublin, fügte hinzu, dass seiner Meinung nach „das Schießen in die Menge ohne Befehl und unterschiedslos erfolgte und ungerechtfertigt war, ausgenommen die Schießereien außerhalb der Umschließung“. Die Feststellungen dieser Gerichte wurden von der britischen Regierung unterdrückt und kamen erst 2004 an die Öffentlichkeit (Buch von David Leeson, April 2004).